# Ізотропна гірська порода
Ізотропна гірська порода (рос. изотропная горная порода, англ. isotropic rock, нім. isotropische Gesteins n) — порода, властивості якої в різних напрямках практично однакові.